# 栗林誠一郎
栗林 誠一郎（くりばやし せいいちろう、1965年2月11日 - ）は、日本の作曲家、シンガーソングライター、ベーシスト、ギタリスト、キーボーディスト。東京都出身。血液型はA型。

## 来歴・人物
高校中退後、ロサンゼルスに4年間留学。帰国後2年間はデモテープ作りに励む。1987年にTUBEのアルバム『SUMMER DREAM』の『Stay in my eyes』『憧れのハワイ航路』、BLIZARDの『DREAM TENTION』（松川敏也との共作）で作曲家デビュー。また、渚のオールスターズの『渚のカセットvol.1』でボーカル初披露。1988年にTUBEのベーシストの角野秀行が交通事故による休業のため、TUBEのライブツアーにサポートベーシストとして参加。
1989年、『LA JOLLA(ラ・ホーヤ)』でソロデビュー。1990年には『おどるポンポコリン』で第41回NHK紅白歌合戦に出場したB.B.クィーンズに、ベーシストとして参加した。
1993年はロックバンド"ZYYG"として活動するも、1994年に脱退。元々共にREVを結成する予定であった出口雅之とも、音楽性の違いから袂を分かつ事となる（結果としてREVは出口のソロユニットとなった）。それでもZARD、MANISH、DEEN等に数々の楽曲を提供し、1994年にはオリコン作曲家シングルセールス6位を達成した。
1995年にはBarbierとして活動。同年リリースした『Rest of My Life』以降、英語での作詞やセルフプロデュースを行う。ライブは主にDIMENSIONと行っており、サポートミュージシャンでありながらトークを展開する一面も見られた。
1997年のライヴMC中に、サポート参加していた増崎孝司の口から（間接的ではあるが）もう「他者への楽曲提供はしない」旨が公表された。当時栗林はコンポーザーとして名前が知られていたため、多くのファンは冗談と受け取っていたが、それを機に彼の発表曲は激減、多くがストックとされていった。
1998年9月22日に渋谷CLUB QUATTROにて行われたライヴを最後に、表立った活動を停止した。

## 栗林サウンドの特徴
かつてはBLIZARDなどにヘヴィメタル色の強い楽曲を制作していたこともあったが、基本的にはAORやフュージョンを意識した曲調に、強力なベースラインを打ち出すことが多い。
ドラムには青山純や江口信夫などを起用して叩き方を強めにしているものの、時にベースの立場を堅持しつつも自らパーカッションを使用したりする。
また自身のCD作品楽曲では演奏メンバーにDIMENSIONを多く起用しているのも特徴である（特にギターの増崎孝司はBarbier名義以外、ほとんどの楽曲に参加している）。

## メディアでの露出
テレビ朝日系『MUSIC STATION』では「「トレンドは白」のテーマ」での他、渚のオールスターズ、B.B.クィーンズなどのサポート・ベーシストとして出演していたが、ZYYGとしての活動以降は、この番組に出演することはなくなり、1stAL『Go-Wild』リリースの際、TBS系『COUNT DOWN TV』などに出演した。

## ディスコグラフィ

### シングル
|     | 発売日         | タイトル                                           | 楽曲制作                                                     |
| 1st | 1990年4月4日   | 「トレンドは白。」のテーマ (白いMY LOVE)           | 作詞：湯川れい子 作曲：栗林誠一郎 編曲：栗林誠一郎・明石昌夫 |
| 2nd | 1991年11月6日  | Good-bye to you                                    | 作詞：高樹沙耶 作曲：栗林誠一郎 編曲：栗林誠一郎・明石昌夫   |
| 3rd | 1995年11月22日 | クリスマス タイム （Barbier）                      | 作詞：坂井泉水 作曲：栗林誠一郎 編曲：梅野貴典・R. Kondor    |
| 4th | 1996年6月9日   | LOVE〜眠れずに君の横顔ずっと見ていた〜 （Barbier） | 作詞：坂井泉水 作曲：栗林誠一郎 編曲：葉山たけし             |

### アルバム
1. LA JOLLA （1989年11月21日、BMG VICTOR）
2. Summer Illusion （1990年5月21日、BMGビクター）
3. You Never Know （1991年2月6日、BMGルームス）
4. Good-bye to you （1991年12月16日、BMGルームス）
5. 会わなくてもI Love You （1993年3月24日、BMGルームス）
6. 遠く離れても （1994年10月21日、BMGルームス）
7. Rest of My Life （1995年11月1日、ROOMS RECORDS）
8. Barbier first （1996年11月25日、B-Gram RECORDS） ※Barbier名義
9. No Pose （1997年3月26日、ROOMS RECORDS）
10. Frosted Glass （1998年8月5日、ROOMS RECORDS）
11. complete of 栗林誠一郎&Barbier at the BEING studio （2003年2月25日、B-Gram RECORDS） ※栗林誠一郎 & Barbier名義

### DVD
1. LEGEND of 90's J-ROCK「LIVE BEST & CLIPS」 （2012年8月8日、ビーイング）

オムニバス、DISC-1 M.13 - 15のライブ映像、DISC2 M-6の「Good-bye to you」のPVを収録

## 提供作品・セルフカバー
詳細は栗林誠一郎提供楽曲一覧を参照。

### 作編曲
- Mi-Ke『Please Please Me, LOVE』

### 作曲
- 亜蘭知子『Everthing』『と・も・だ・ち』『と・も・だ・ち』
- 生沢佑一『Hard to Say Good-bye』
- 岩田さゆり『壊れたピアノ』
- 宇徳敬子『まぶしい人』
- 大黒摩季『Return To My Love』『戸惑いながら』
- 大森絹子『SOUTHERN WINTER』『ONE AND ONLY』『なつかしむようにKISSをしないで』
- KEY WEST CLUB『LAST SUMMER DAYS』
- Captain George with Nipper Zipper『FOXY GIRL』
- ZARD『君がいない』『もう少し あと少し…』『こんなにそばに居るのに』『サヨナラは今もこの胸に居ます』『Don't you see!』『運命のルーレット廻して』『Promised you』など46曲
- 西城秀樹『もいちど』
- 桜井ゆみ『Nothing Minnie Blues』『もうダメだ…』
- TUBE『ダンス・ウィズ・ユー』『Remember Me』など7曲
- TUNE'S『笑顔がいいね』※同ユニットは1991年に『君がいない』をカバーしている
- DEEN『永遠をあずけてくれ』『Teenage dream』『いつかきっと・・・』
- DIMENSION『Mirage』
- 統乃さゆみ『ダンス・ダンス・ダンス』
- BLIZARD『Broken Loneliness』『Kill Me Your Love』『I'M ALONE』『OVER HEAT』『Empty days』
- 古川真一『Andante』
- 前田亘輝『KEEP HOPE ALIVE』
- MANISH『走り出せLonely Night』『ゆずれない瞬間（とき）』『君の空になりたい』
- 柳原愛子『きっとふたり会えてよかった』
- WANDS『寂しさは秋の色』『Jumpin' Jack Boy』『Secret Night -It's My Treat-』

### セルフカバー
- 亜蘭知子『Wait Forever』
- 生沢佑一『Hard to Say Good-bye』
- ZARD『もう少し あと少し…』、「君がいない」
- TUBE『Remember Me』
- DEEN『永遠をあずけてくれ』
- Mi-Ke『Please Please Me, LOVE』
- WANDS『寂しさは秋の色』
- B.B.クィーンズ 『I Remember You』

## レコーディング参加
- 宇徳敬子『砂時計』
- 織田哲郎『OH SHINY DAYS（TWINZERのセルフカバー曲）』
- KIX-S『BE MY LOVE』『いつの日か この涙』
- Quncho『GROOVIN』
- 近藤房之助『HEART OF STONE』
- ZARD『サヨナラは今もこの胸に居ます』※ゲストボーカルで参加。その他、バックコーラスで多数参加。
- TUBE『夏を待ちきれなくて』他コーラスで多数参加。
- TWINZER『I Will Wait For You』
- 坪倉唯子『ジュテーム』
- T-BOLAN『おさえきれない この気持ち』
- DEEN『DEEN』
- DIMENSION『After Fiver』
- DON'T LOOK BACK『TRUE LOVE』
- 春畑道哉『Smile On ME』
- MAGIC『パステルカラーに染めてくれ』
- 増崎孝司『BEFORE THE TEARS』『It's Good To You』
- 松本孝弘『Air Port』
- MANISH『MANISH』『INDIVIDUAL』
- Mi-Ke『想い出のG・S九十九里浜』
- 南野陽子『夏のおバカさん』
- 森下由実子『いつまでもLovin' You』『We'll be together』『Looking For True Love』
- YASU『勇気のファイター』
- REV『こわれながら美しくなれ』
- Litz Co.『青い夏に身をまかせ』
- WANDS『Jumpin' Jack Boy』

## Barbier
Barbier（バルビエ）は1995年に始動した栗林誠一郎のソロプロジェクトで、主にZARDに提供していた曲をAMYの英語訳詞でセルフカバーをしていた。当初はジョルジュ・バルビエという20世紀前半にイラストレーター・デザイナー等として活躍したアーティストにインスパイアされて結成した覆面ユニットとして紹介されていた。実際、栗林のライブでも「あれは僕じゃないんですよ」と言って笑っていた。
ゲストボーカルとして、Barbierの作詞をしているZARDの坂井泉水が参加している。ちなみに、この名義だけ作詞、編曲の楽曲がない。1996年にリリースしたユニット唯一のオリジナルアルバムCD「Barbier first」をリリース後、際立ったような活動は凍結状態にある。